# Воркопь
Воркопь — деревня в Шекснинском районе Вологодской области.
Входит в состав сельского поселения Ершовского, с точки зрения административно-территориального деления — в Ершовский сельсовет.
Расстояние по автодороге до районного центра Шексны — 25,9 км, до центра муниципального образования Ершово — 0,9 км. Ближайшие населённые пункты — Ершово, Погорелка, Потанино, Ирма.
По переписи 2002 года население — 20 человек (9 мужчин, 11 женщин). Всё население — русские.